# Savignya parviflora
Savignya parviflora är en korsblommig växtart som först beskrevs av Alire Raffeneau Delile, och fick sitt nu gällande namn av Philip Barker Webb. Savignya parviflora ingår i släktet Savignya och familjen korsblommiga växter.

## Underarter
Arten delas in i följande underarter:
- S. p. globosa
- S. p. longistyla
- S. p. parviflora